# Ermelinda
Az Ermelinda germán eredetű név, jelentése Ermin istenhez tartozó, vagy nagy + hársfa pajzs.

## Rokon nevek
Emma, Linda, Melinda

## Gyakorisága
Az 1990-es években szórványos név, a 2000-es években nem szerepel a 100 leggyakoribb női név között.

## Névnapok
- október 29.[2]